# Mysella tumidula
Mysella tumidula är en musselart som först beskrevs av John Gwyn Jeffreys 1866. Enligt Catalogue of Life ingår Mysella tumidula i släktet Mysella och familjen Lasaeidae, men enligt Dyntaxa är tillhörigheten istället släktet Mysella och familjen Montacutidae. Arten är reproducerande i Sverige. Inga underarter finns listade i Catalogue of Life.